# Atlanta Student Movement
L'Atlanta Student Movement (Movimento studentesco di Atlanta) si formò tra il febbraio e il marzo del 1960 ad Atlanta, negli Stati Uniti, per volere di un gruppo di studenti dei campus dell'Atlanta University Center (AUC) e fu guidato dal Committee for the Appeal for Human Rights (COAHR) nonché fu un'organizzazione contro la segregazione razziale ed affiliata al Movimento per i diritti civili degli afroamericani.

## Storia

### Un appello per i diritti umani (An Appeal for Human Rights)
Questo desiderio di uguaglianza e del pieno riconoscimento per i diritti civili degli afroamericani iniziò con quegli studenti di Atlanta continua ancora oggi, con le periodiche pubblicazioni del 2000 e del 2010. Tra queste è incluso il 40º anniversario dell'Appeal for Human Rights, parte II, 2010.
Il 5 febbraio 1960, Lonnie King e Julian Bond discussero l'idea di seguire le orme degli organizzatori dei sit-in di Greensboro e di prepararsi a manifestazioni anche ad Atlanta. King fu convocata nell'ufficio del preside dove i presidi di tutti e sei i dipartimenti dell'Atlanta University Center sfidarono lui ed altri studenti a scrivere un documento in cui mettevano in chiaro i loro obiettivi. In pratica, cercarono di dissuaderli dall'organizzare pericolosi sit-in.
Gli studenti, mentre tenevano in considerazione la proposta dei presidi sulla creazione di un documento da divulgare, alla fine si immersero completamente nell'opera. Formarono un comitato che abbozzò un appello per descrivere le loro lamentele così come i loro agognati obiettivi e la richiesta urgente di un cambiamento radicale. Il Committee on the Appeal for Human Rights si concentrò su tale documento da cui emergeva la necessità di porre fine alla segregazione razziale ormai presente in ogni aspetto della vita quotidiana, un aspetto che gli studenti non potevano più semplicemente accettare.
Questi ragazzi di Atlanta credevano che fosse arrivato il momento giusto per un cambiamento, considerati i successi ottenuti dai vari movimenti nonviolenti. I leader più anziani, piuttosto che l'azione diretta, erano ancora convinti che fosse giusto dibattersi in tribunale e non per le strade.
Lonnie King, Julian Bond, Roslyn Pope, Herschelle Sullivan, Carolyn Long, Frank Smith e Joseph Pierce, tra i vari studenti che formarono il comitato originale, firmarono la bozza finale e la pubblicarono il 9 marzo 1960. Entro sei giorni dalla divulgazione, gli studenti avviarono una serie di sit-in e si unirono al Movimento per i diritti civili.

### Eredità
Il 1º novembre 2010, il sindaco di Atlanta, Kasim Reed, ha dedicato una strada all'Atlanta Student Movement (l'ex via Fair Street che incrociava il campus della Clark Atlanta University).